# Charlotte Erasmi
Charlotte Erasmi, född 1827, död 1893, var en tysk affärsidkare.  Hon grundade år 1866 en konservfabrik, som vid hennes död var en av de två största företagen i norra Tyskland. 